# Simon Ockley
Simon Ockley (geboren Exeter, 1678, overleden 1720) was een Brits historicus.
Simon Ockley was vicar van Swavesey, Cambridgeshire. Hij werd professor Arabisch te Cambridge in 1711. In 1718 werd hij gevangengezet wegens schulden. Edward Gibbon noemde zijn lot “unworthy of the man and of his country.”
Het eerste deel van zijn Conquest of Syria, Persia, and Egypt by the Saracens, meer bekend als ‘The History of the Saracens’, verscheen in 1708. Ockley baseerde zijn werk op een Arabisch manuscript in de Bodleian Library te Oxford. Als geschiedschrijving heeft het zwakheden: bijvoorbeeld de beslissende slag om Cadesia bij de verovering van Perzië door de Saracenen blijft onvermeld. Het leest eerder als een verzameling verhalen dan als geschiedenisboek. In literair opzicht heeft het werk echter een uitstekende reputatie.